# Jestem marta
Jestem marta (zapis stylizowany: *jestem marta) – piąty album studyjny Sarsy, który ukazał się 6 października 2023 nakładem wytwórni muzycznej Kayax.

## Lista utworów
Opracowano na podstawie źródła.
1. Pierwsza minuta (prolog 5 minut EP)
2. Balet feat. Zdechły Osa
3. Ciasto
4. Lukier
5. Księżyc
6. Księżyc outro
7. Zuch dziewczyna
8. „JPRDL feat. Piotr Rogucki
9. Jaśmin
10. Jaśmin outro (cały ten bajzel)
11. Za stróżem
12. Serce zjem
13. Storczyk

## Notowania

### Pozycja na tygodniowej liście
| Kraj   | Lista                   | Najwyższa pozycja |
| ------ | ----------------------- | ----------------- |
| Polska | OLiS – albumy           | 20                |
| Polska | OLiS – albumy fizycznie | 7                 |